# Igreja Paroquial de Santo Aleixo da Restauração
A Igreja Paroquial de Santo Aleixo da Restauração localiza-se em Santo Aleixo da Restauração, na freguesia de Safara e Santo Aleixo da Restauração, no município de Moura, distrito de Beja, em Portugal.
Encontra-se classificada como Monumento Nacional pelo Decreto n.º 29 604, de 16 de maio de 1939.
A igreja é, no dizer de Ana Barbosa e Leonor Briz em "Viagens na Nossa Terra", "o lugar certo para conhecer" a história desta freguesia:
"Do adro, desfruta-se uma vista soberba sobre o campo e o casario, pródigo em chaminés e inventivo nos cata-ventos. Se gosta de música, saiba que está em terras de melómanos de todas as idades e que não faltará quem conte como se aprendia a arte quando era vivo mestre José Lopes, tocador de bandolim."

## História
O templo actual é o segundo da mesma invocação, erguido no local. A primeira construção, datada de 1626, foi arrasada nos primeiros anos após a Guerra da Restauração, quando toda a planície de Moura sofria sucessivos ataques das tropas castelhanas.
Em 1644 a igreja ainda terá servido de abrigo às populações locais, quando as muralhas da aldeia cederam perante o invasor. A resistência dos habitantes viria a reflectir-se no topónimo da freguesia, a partir de então designada de "Santo Aleixo da Restauração".
Da reconstrução da igreja, realizada cerca de quarenta anos mais tarde, em 1683, resultou um singelo templo maneirista, de nave única, com capela-mor rectangular.
No entanto, e passados pouco mais de vinte anos, a igreja era, uma vez mais, ameaçada pelos exércitos espanhóis, desta vez no cenário da Guerra da Sucessão de Espanha. Ficou parcialmente destruída, mas foi ampliada em 1733, aquando da nova reconstrução, passando a igreja de três naves, embora mantendo-se integralmente a capela-mor.

## Características
Com implantação relativamente elevada, no cimo de um outeiro, a Igreja Paroquial de Santo Aleixo da Restauração domina a paisagem e cenário envolvente.  Desta última reconstrução ficaram claros indícios, como a relativa desproporção entre o volume da capela-mor e o grande espaço da nave, ou a coexistência de elementos maneiristas, alguns ainda recuperados da nave setecentista, e outros barrocos. 
A fachada do templo, de tipologia barroca, é rematada por frontão ondulado, em lanços, com pináculos sobre as molduras quebradas, e uma cruz no topo. O portal é em arco abatido, sobrepujado por entablamento, sobre o qual se rasga um nicho. A eixo, e sob a empena, rasga-se uma janela em arco contracurvado. A torre sineira adossa-se à direita da fachada, vazada por quatro arcos redondos, rematada por empena ondulada e cúpula. As fachadas laterais são ritmadas por arcadas cegas, em arco redondo. A Norte destaca-se o volume da capela baptismal e anexos, e a do sul rasga-se um portal de verga recta, de características maneiristas, com frontão interrompido e rematado por uma cruz. Na fachada posterior existe ainda uma pequena sineira. 
O interior é de nave única, coberta por abóbada de berço redondo sobre cimalha corrida. Os alçados laterais, à semelhança dos panos exteriores, são pontuados por arcadas cegas, ao modo de falsas capelas. A norte, a capela batismal é aberta por arco redondo. A capela-mor, quadrada, possui igualmente arco triunfal redondo, com as armas de Santiago, sobre pilastras dórico-romanas, e ainda um falso arco redondo na parede fundeira. É coberta por cúpula sobre trompas, e integra silhares de azulejos figurativos azuis e brancos, setecentistas. O retábulo-mor é em talha dourada, de estilo nacional.
A decoração consta de estuques relevados, representando os passos da Cruz, e cestos de flores nas paredes da nave, onde se destacam os altares em talha policromada.